# Pegomya rumicifoliae
Pegomya rumicifoliae este o specie de muște din genul Pegomya, familia Anthomyiidae, descrisă de Huckett în anul 1941. Conform Catalogue of Life specia Pegomya rumicifoliae nu are subspecii cunoscute.